# Robert Lane
Pour les articles homonymes, voir Lane.
Robert George Lane est un joueur de soccer canadien né le 15 janvier 1882 à Galt et mort le 20 novembre 1940 à Winnipeg.

## Biographie
Il joue notamment avec le Galt FC. L'équipe remporte la Coupe de l'Ontario en 1901-1903. Il participe aux Jeux olympiques d'été de 1904 avec Galt qui remporte la médaille d'or lors du tournoi de football.
Il pratique également le hockey sur glace, le rugby à XV et le baseball.